# Nadaswaram

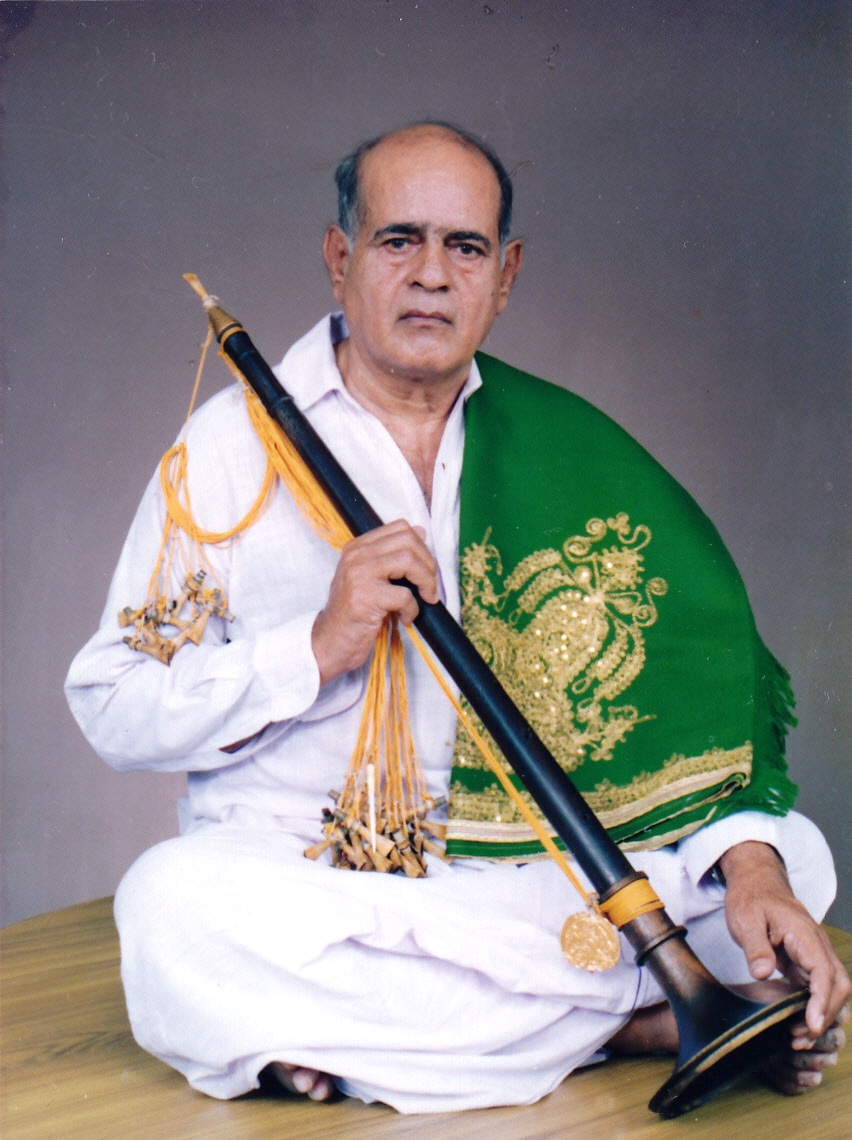
Sheik Chinna Moulana

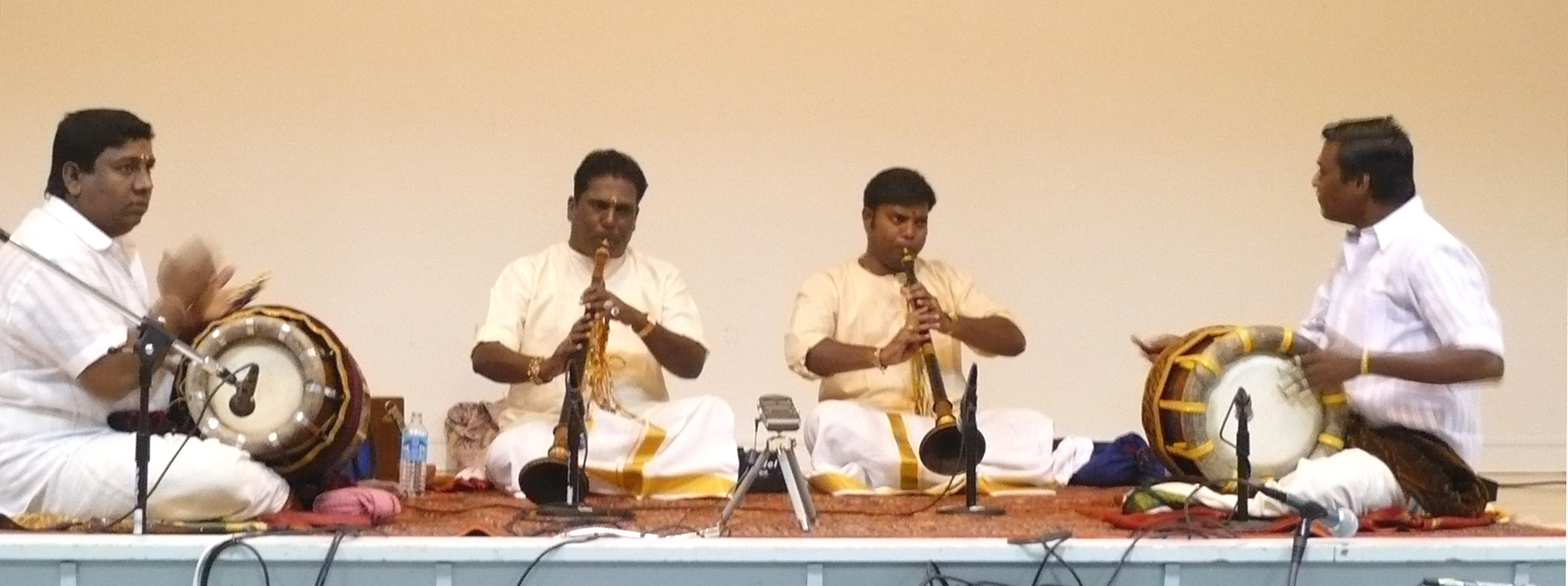
Klassische Besetzung mit zwei nadaswaram und zwei Fasstrommeln tavil

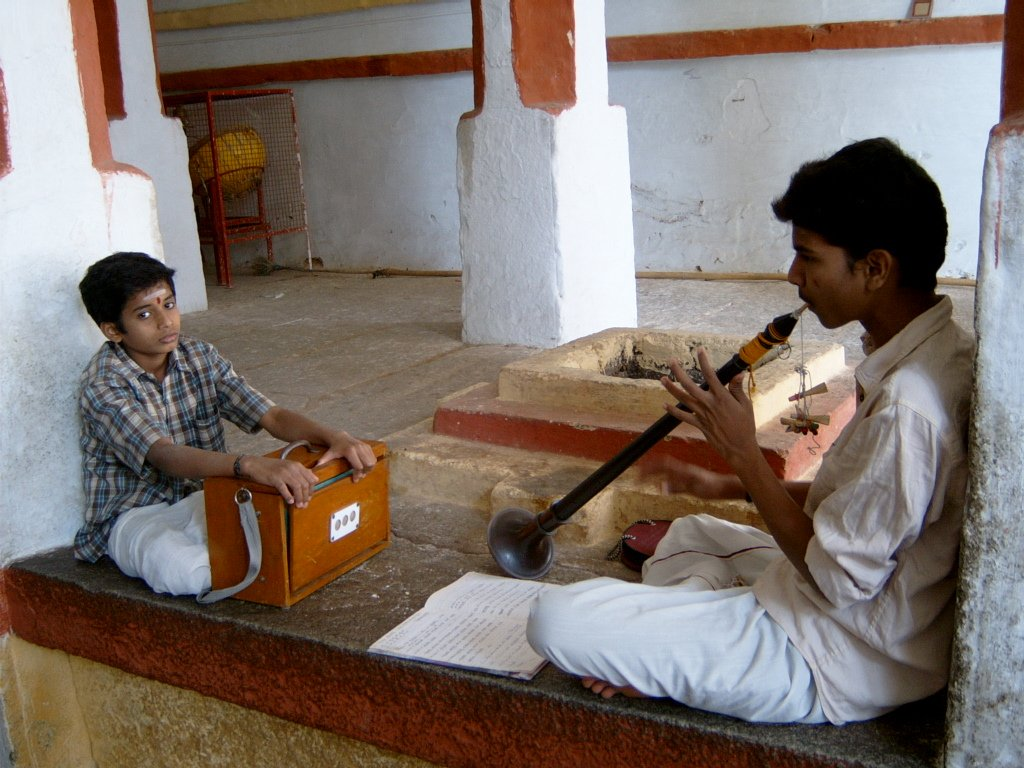
Übender Nadaswaram-Spieler in einem Tempel in Bangalore, der von einer Shruti-Box unterstützt wird.

Nadaswaram (auch nadasvaram, nagaswaram, nageshwaram, nageshvaram, Kannada ನಾಗಸ್ವರ, Tamil நாதசுவரம்) ist eine Kegeloboe mit Doppelrohrblatt, die in der südindischen klassischen Musik und devotionalen Volksmusik verbreitet ist.
Die nadaswaram ist länger als die nordindischen Doppelrohrblattinstrumente shehnai und mohori und wird in den Tempeln Südindiens gemeinsam mit der Fasstrommel tavil gespielt. Das konisch gebohrte, etwa 95 cm lange Holzblasinstrument barinadhaswaram ist der bekannteste Typ. Es ist in Es oder D gestimmt und verfügt über sieben Grifflöcher und kein Daumenloch. Der Schalltrichter hat einen Durchmesser von 15 cm. Das Instrument wird üblicherweise aus einem mehrere Jahrzehnte lang gelagerten Ebenholz gefertigt, das Mundstück (shiwali) besteht aus einer Schilfart. Mittels Veränderung des Lippendrucks und genauer Tonvorstellung kann eine Vielzahl modaler Strukturen, in Indien Raga genannt, gespielt werden.
Im volkstümlichen Straßenorchester nayyandi melam, das in Tamil Nadu zur Tanzbegleitung und bei Prozessionen eingesetzt wird, sind ein nadaswaram oder eine etwas kürzere mukhavina die führenden Melodieinstrumente, die rhythmisch von einer tavil, einer Doppeltrommel pambai und von Zimbeln (thalam) begleitet werden.
Bedeutende Virtuosen der klassischen Musik sind Sheik Chinna Moulana (1924–1999), Sethuraman und Jayshankar. In Europa wurde das Instrument durch Charlie Mariano und Roland Schaeffer bekannt.
Ein weiteres kurzes Doppelrohrblattinstrument ähnlich der mukhavina ist die kuzhal in Kerala. Die ottu entspricht von der Größe der nadaswaram, besitzt jedoch keine Fingerlöcher und produziert einen begleitenden Bordunton.